# Morphaeus
Morphaeus is een geslacht van kevers uit de familie van de loopkevers (Carabidae). De wetenschappelijke naam van het geslacht is voor het eerst geldig gepubliceerd in 1999 door Kirschenhofer.

## Soorten
Het geslacht Morphaeus is monotypisch en omvat slechts de volgende soort:
- Morphaeus corosus Kirschenhofer, 1999